# Sadie Sparks
Sadie Sparks est une série télévisée franco-irlandaise de comédie fantastique animée diffusée pour la première fois sur Disney Channel au Royaume-Uni et en Irlande le 20 avril 2019. La série est créée par Bronagh O'Hanlon et est une coproduction entre Brown Bag Films en Irlande et Cyber Group Studios en France.  

## Listes des personnages
Personnages principaux
- Sadie : personnage principal
- Gilbert : Ami principal (mentor) de Sadie, aime la tranquillité et les bons plans de temps en temps.
- Teepee : Ami secondaire de Sadie, aime voir de la magie et l’action.
- Lulu : Ami secondaire de Sadie, aime lire, est intelligente et aime l’école.

Personnages secondaires
- Blaine : A un tout petit lien d’amitié avec Sadie mais est plus son rival.
- Cornélius : Le mentor de Blaine

## Production

### Création
Lorsque la créatrice Bronagh O'Hanlon fait son entrée dans l'industrie de l'animation, elle souhaite produire des dessins animés mettant davantage en vedette des protagonistes féminines. Lors de la conception initiale de la série, elle se demande pourquoi les lapins sortent des chapeaux de magicien et crée un personnage de lapin sorcier blasé, qui a travaillé avec des gens comme Merlin et Raspoutine et joue le rôle de mentor. Après une période difficile dans sa carrière, il commence à travailler avec son antithèse totale : une jeune adolescente énergique, avec laquelle les relations se réchauffent progressivement.  
L'émission est initialement présentée en 2009 — aux côtés d'un pilote actuellement perdu qui décrit la relation entre Sadie et Gilbert et les changements de style artistique — mais le projet ne se poursuit pas. Les producteurs conseillent initialement à Bronagh O'Hanlon de faire du protagoniste un homme et estime que la population cible de la série, les filles âgées d'environ 11 ans, ne regarderont que des sitcoms entre filles. O'Hanlon fait le constat inverse et pense que les filles ne regardent que des sitcoms en raison du manque d'offre d'animation leur étant spécifiquement destinée. Après le premier abandon de la série, O'Hanlon commence à travailler sur des productions telles que Docteur La Peluche et Henry Câlimonstre.  
L'idée revient en 2013, lorsqu'un fabricant de jouets demande à Brown Bag une série au synopsis presque identique à celui d'O'Hanlon. La série a rapidement reçu le feu vert. À l'origine, la série doit être animée uniquement en 2D, mais comme la plupart des émissions d'animation produites en Irlande à l'époque sont en CGI, les conceptions 3D sont rapidement prises en compte. Le pilote repasse la phase d'animation avec le modèle CGI le plus récent pour mieux attirer les clients, mais cette deuxième version n'est toujours pas couronnée de succès. Au début de la production, la série s'intitule Gilbert et Allie, Sadie s'appelant à l'origine Allie. Cependant, le nom doit être changé pour éviter toute confusion avec un autre personnage d'une émission de Disney Channel, Austin et Ally. 

## Fiche technique
- Titre original : Sadie Sparks
- Réalisation : Bronagh O'Hanlon, Olivier Lelardoux
- Porducteurs Executive : Pierre Sissmann, Darragh O'Connell, Dominique Bourse, Cathal Gaffney
- Production : Theresa Mayer, Caroline Audeber, Hélène Maret
- Société de Production : Brown Bag Film, Cyber Group Studio
- Pays d'origine :  France /  Irlande
- Langue Original : Anglais
- Genre : comédie fantastique
- Nombre d'épisodes : 26 (52 segments)
- Durée : 11 minutes

## Distribution

### Voix originales
- Georgia Lock : Sadie Sparks
- Rufus Hound : Gilbert
- Joshua LeClair : Teepee, Max Sparks
- Dominique Moore : Lulu, Miss Lacey
- Sammy Moore : Sam
- Laura Aikman : Selina Sparks, Val, Tammy, Trixie

### Voix française
- Fily Keita : Sadie Sparks
- Gilbert Lévy : Gilbert
- Thomas Saglos : Teepee
- Mélina Mariale : Lulu
- Caroline Combes : Trixie, Tammy, présentatrice TV
- Marie Zidi : Selina Sparks, Covert, la bibliothécaire
- Thierry Kazazian : Doug, Dave
- Maxime Baudoin : Sam, Max, Nolan
- Raphael Cohen : Coach, agent Pettigrew
- Stéphane Ronchewski : voix additionnelle